# Aromuni
Gli Aromuni o, nella loro stessa lingua, Armãnji/Rrãmãnji, sono un gruppo etnico stanziato lungo la zona centromeridionale dei Balcani, specialmente in Macedonia del Nord, Grecia (più precisamente nelle varie regioni amministrative della Macedonia ellenica e nella Tessaglia), Albania, Romania, Serbia e Bulgaria. Dopo i rumeni, sono il popolo valacco più rappresentativo della regione.
Gli Aromuni parlano la lingua aromuna, un idioma balcano-romanzo, talvolta classificato come mera variante del romeno. L'etimologia del termine armãn è da far risalire al latino romanus, ovvero romano. L'origine di questa popolazione non è certa, anche se si pensa che derivino dall'unione dei colonizzatori romani con i popoli autoctoni romanizzati della zona.
La popolazione aromuna è stimata in totale a 2,5 milioni di persone.

## Origine
Dopo la ritirata aureliana, alcuni Daci romanizzati emigrarono a sud del Danubio, mentre altre popolazioni dello stesso ceppo linguistico (Costoboci, Carpi, Daci dell'est ecc.), continuarono a coabitare nel territorio dell'attuale Romania sin dall'epoca romana.
Secondo la storiografia più recente, questa popolazione romanizzata o parzialmente latinizzata, tornò in Valacchia e in Dobrugia a partire dal XIII secolo. Durante questi secoli di isolamento a sud del fiume però, la lingua venne influenzata prevalentemente dai dialetti slavi che si parlavano nel corso del medioevo e questo lo si nota, nel rumeno, attraverso l'utilizzo dei verbi all'infinito e dagli articoli determinativi posposti alla parola.
Lo storico inglese Winnifrith considera che gli Aromuni siano il risultato di entrambe le teorie: i daci romanizzati trapiantati nei Balcani si mescolarono con i locali discendenti dei coloni romani.

## Storia

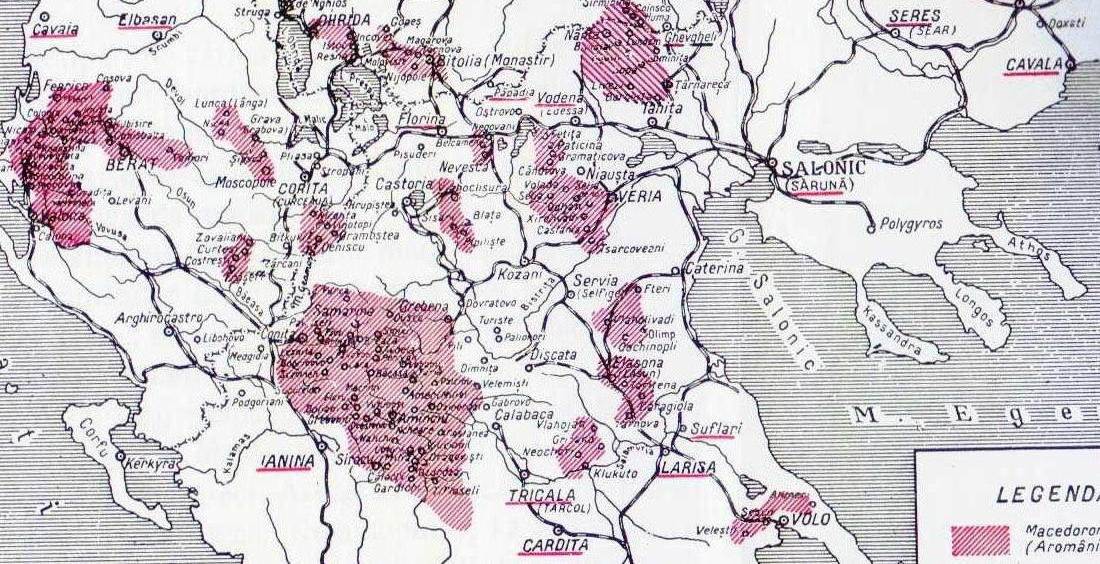
Mappa delle aree popolate da Aromuni (Valacchi) a metà Novecento in Grecia, Albania e Macedonia

Successivamente alle invasioni barbariche e alla distruzione conseguente delle aree romanizzate a oriente dell'Italia nella penisola balcanica, molte popolazioni latine si rifugiarono su montagne (come la catena del Pindo in Grecia) e vi praticarono forme di sussistenza elementari come la pastorizia.

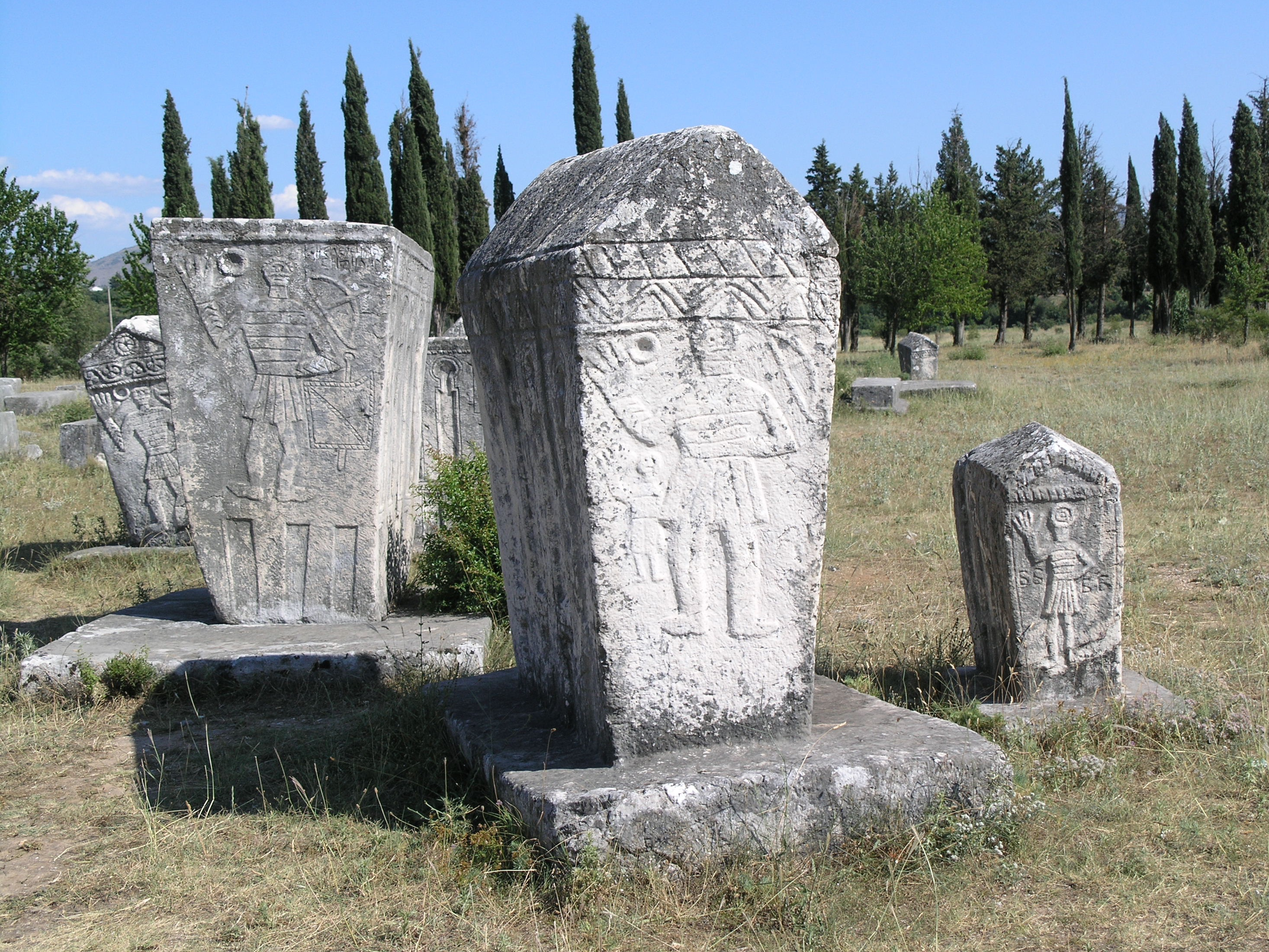
Pietre tombali monumentali risalenti al Medioevo che si trovano sparse in Bosnia ed Erzegovina con l'immagine di Arumeni

Questi pastori, che si chiamano tra di loro "aruman" o "armani", hanno mantenuto la loro lingua neolatina nei secoli.
Nel tardo Medioevo, gli Aromani, approfittando della debolezza dell'Impero bizantino, crearono degli Stati semi-autonomi a partire dall'XI secolo. Ne sono un esempio la Grande Valacchia (con il suo centro nella regione greca della Tessaglia) e la Piccola Valacchia (nella Grecia occidentale).
Sotto il dominio ottomano, gli Aromuni godettero di una serie di privilegi. Avevano il permesso di portare armi (cosa vietata agli altri cristiani dell'impero) e potevano prosperare come commercianti. Il commercio tra l'Europa centrale e i Balcani era praticamente nelle loro mani. Le città abitate in maggioranza da Aromani - ad esempio Moscopoli, nell'attuale Albania - arrivarono a contare decine di migliaia di abitanti.
Tuttavia, le relazioni con i turchi peggiorarono, con la conseguente perdita di alcuni dei loro privilegi. La città di Moscopoli fu rasa al suolo dai turchi nel XVIII secolo, distruggendo la sua prosperità economica. Si verificò una "ripastorizzazione" degli Aromuni, che tornarono alle loro attività tradizionali: l'allevamento di bovini e ovini, la transumanza e i mestieri di boscaiolo e falegname.
Nel XIX secolo, gli Aromuni parteciparono alla rivoluzione greca contro gli Ottomani e alcuni dei suoi leader, come Ioannis Kolettis, erano Aromuni.
Nel 1917 l'Italia tentò di creare il Principato del Pindo, un distretto autonomo per la popolazione aromuna che viveva tra l'Albania meridionale e la Grecia settentrionale, mentre l'anno seguente alcuni politici e militari Aromuni in Albania contribuirono alla proclamazione dell'effimera Repubblica di Coriza con l'appoggio della Francia.
Nel 1941 il regime fascista italiano, una volta occupata la Grecia, istituì la Legione Romana dei Valacchi, con a capo un aromuno, Alcibiade Diamandi, un'organizzazione collaborazionista composto da alcuni valacchi.
Lo storico inglese Tom Winnifrith riporta le attuali cifre, che includono la stima ufficiale dei vari Stati dove vi sono comunità aromune, e le stime delle principali organizzazioni aromune: Grecia 55 000/110 000; Albania 50 000/100 000; Serbia 52 000/90 000; Macedonia 8000/15 000; Bulgaria 2000/5000.
Inoltre vi sono circa 30 000 Aromuni stanziatisi in Romania, (principalmente in Dobrugia alle foci del Danubio), a partire dalla fine della prima guerra mondiale, ma che sono stati sempre più assimilati all'etnia rumena.

## Aromuni in epoca contemporanea

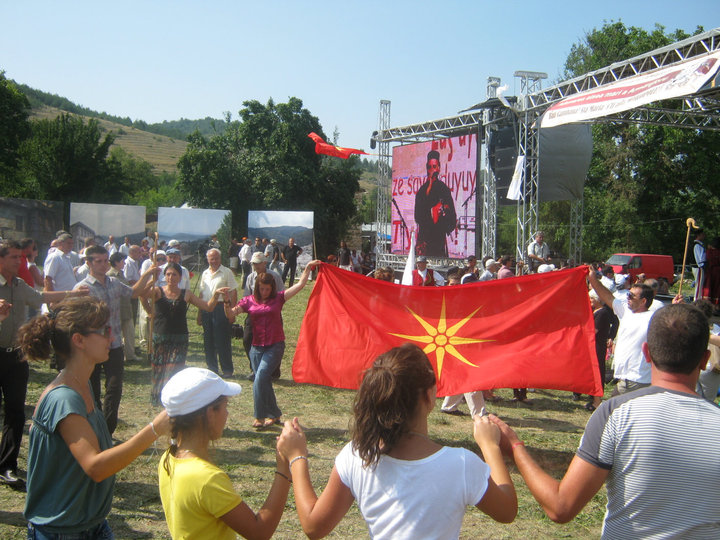
Festival aromuno a Moscopoli nel 2010

Gli aromuni continuano a vivere in Grecia, Albania e Macedonia settentrionale. La lingua che usano è fortemente minacciata, poiché sono generalmente bilingui: parlano la lingua ufficiale dello Stato nazionale a cui appartengono e la lingua del loro gruppo etnico. In molti casi parlano solo la lingua ufficiale. La principale località degli aromuni in Grecia è Metsovo (Aminciu in arumano), l'antica capitale del Principato del Pindo. Altre località di cultura aromana nella zona sono Anilio (Aniliu in arumano) e Milia (Milea). In Europa occidentale e negli Stati Uniti c'è un numero significativo di discendenti aromuni, che hanno la "coscienza" più arumena. Nei Paesi d'origine, questa consapevolezza non è altrettanto forte e si sta avviando alla definitiva assimilazione degli aromuni.

## Cultura
- I personaggi storici aromuni sono numerosi, fra questi si ricorda per esempio: il compositore Herbert von Karajan.
- La "Giornata Nazionale" degli Aromuni è il 23 maggio, e in Repubblica di Macedonia è una festa ufficiale riconosciuta nella Costituzione dello Stato.[8]